# HBL All-Star Game 2000
Das HBL All-Star Game 2000 fand am 26. Mai 2000 in der Halle Münsterland in Münster vor 3.500 Zuschauern statt. Es war die erste Auflage dieses Events.
Die Nord/Ost-Auswahl der Handball-Bundesliga gewann gegen die Süd/West-Auswahl der Liga mit 33:31 (17:16).

## Nord/Ost
| Nr.         | Name                     | Verein                 |          |          |          |          |          |          |
| Torhüter    | Torhüter                 | Torhüter               | Torhüter | Torhüter | Torhüter | Torhüter | Torhüter | Torhüter |
| ----------- | ------------------------ | ---------------------- | -------- | -------- | -------- | -------- | -------- | -------- |
| 12          | Jan Holpert              | SG Flensburg-Handewitt |          |          |          |          |          |          |
| 66          | Jaume Fort               | TBV Lemgo              |          |          |          |          |          |          |
| Feldspieler |                          |                        |          |          |          |          |          |          |
| 2           | Glenn Solberg            | HSG Nordhorn           |          |          |          |          |          |          |
| 2           | Magnus Wislander         | THW Kiel               |          |          |          |          |          |          |
| 3           | Frank von Behren         | GWD Minden             |          |          |          |          |          |          |
| 4           | Johan Petersson          | THW Kiel               |          |          |          |          |          |          |
| 5           | Nikolaj Bredahl Jacobsen | THW Kiel               |          |          |          |          |          |          |
| 7           | Pierre Thorsson          | VfL Bad Schwartau      |          |          |          |          |          |          |
| 10          | Stefan Lövgren           | THW Kiel               |          |          |          |          |          |          |
| 10          | Talant Dujshebaev        | GWD Minden             |          |          |          |          |          |          |
| 11          | Volker Zerbe             | TBV Lemgo              |          |          |          |          |          |          |
| 17          | Andrej Klimovets         | SG Flensburg-Handewitt |          |          |          |          |          |          |
| 19          | Staffan Olsson           | THW Kiel               |          |          |          |          |          |          |
| 73          | Stefan Kretzschmar       | SC Magdeburg           |          |          |          |          |          |          |
| Trainer     |                          |                        |          |          |          |          |          |          |
|             | Kent-Harry Andersson     | HSG Nordhorn           |          |          |          |          |          |          |
|             | / Zvonimir Serdarušić    | THW Kiel               |          |          |          |          |          |          |

## Süd/West
| Nr.         | Name               | Verein             |          |          |          |          |          |          |
| Torhüter    | Torhüter           | Torhüter           | Torhüter | Torhüter | Torhüter | Torhüter | Torhüter | Torhüter |
| ----------- | ------------------ | ------------------ | -------- | -------- | -------- | -------- | -------- | -------- |
| 1           | Andreas Thiel      | TSV Bayer Dormagen |          |          |          |          |          |          |
| 12          | Zoran Đorđić       | SG W/M Frankfurt   |          |          |          |          |          |          |
| Feldspieler |                    |                    |          |          |          |          |          |          |
| 4           | Jan-Olaf Immel     | SG W/M Frankfurt   |          |          |          |          |          |          |
| 6           | Christian Rose     | SG W/M Frankfurt   |          |          |          |          |          |          |
| 8           | Bernd Roos         | TV Großwallstadt   |          |          |          |          |          |          |
| 9           | Andreas Rastner    | SG W/M Frankfurt   |          |          |          |          |          |          |
| 11          | Henning Siemens    | TV Großwallstadt   |          |          |          |          |          |          |
| 11          | Tomas Axnér        | VfL Gummersbach    |          |          |          |          |          |          |
| 11          | Róbert Sighvatsson | TSV Bayer Dormagen |          |          |          |          |          |          |
| 17          | Heiko Karrer       | SG W/M Frankfurt   |          |          |          |          |          |          |
| 18          | Stig Rasch         | HC Wuppertal       |          |          |          |          |          |          |
| 19          | Stefan Krebietke   | TUSEM Essen        |          |          |          |          |          |          |
| 20          | Dmitri Filippow    | HC Wuppertal       |          |          |          |          |          |          |
| 22          | Markus Baur        | HSG D/M Wetzlar    |          |          |          |          |          |          |
| verletzt    | Jackson Richardson | TV Großwallstadt   |          |          |          |          |          |          |
| verletzt    | Kyung-Shin Yoon    | VfL Gummersbach    |          |          |          |          |          |          |
| Trainer     |                    |                    |          |          |          |          |          |          |
|             | Peter Meisinger    | TV Großwallstadt   |          |          |          |          |          |          |
|             | Martin Schwalb     | SG W/M Frankfurt   |          |          |          |          |          |          |

## Statistik
Nord/Ost – Süd/West 33:31 (17:16)
Nord/Ost: Pettersson (5/3), Jacobsen (5/1), Wislander (4), von Behren (3), Lövgren (3), Zerbe (3), Klimovets (3), Thorsson (2), Duschebajew (2), Solberg (1), Olsson (1), Kretzschmar (1)
Süd/West: Karrer (7), Rasch (5), Rastner (4), Rose (3), Sighvatsson (3), Filippow (3), Immel (2), Axnér (2), Roos (1), Siemens (1)
Schiedsrichter: Frank Lemme/Bernd Ullrich (Magdeburg)
Zuschauer: 3.500

## Auszeichnungen
| Spieler der Saison | Trainer | Rookie | Lebenswerk/Karriereleistung Handball | Schiedsrichter |
| ------------------ | ------- | ------ | ------------------------------------ | -------------- |
| -                  | -       | -      | Andreas Thiel (TSV Bayer Dormagen)   | -              |